# Унаи, Аззедин
Аззеди́н Унаи́ (фр. Azzedine Ounahi; араб. عز الدين أوناحي‎; род. 19 апреля 2000, Касабланка) — марокканский футболист, полузащитник марсельского «Олимпика» и сборной Марокко.

## Клубная карьера
Унаи — воспитанник Академии Мохаммеда VI. В 2018 году Аззедиин подписал контракт со французским клубом «Страсбур», где для получения игровой практики он выступал за дублирующий состав. Летом 2020 года Унаи перешёл в «Авранш». 28 августа в матче против «Лаваль» он дебютировал во французской Лиге Насьональ. 18 сентября в поединке против «Сен-Бриё» Аззедин забил свой первый гол за «Авранш». Летом 2021 года Унаи перешёл в «Анже», подписав контракт на 4 года. 15 августа в матче против «Лиона» он дебютировал в Лиге 1. В этом же поединке Аззедин забил свой первый гол за «Анже».
4 сентября 2024 года перешёл на правах аренды в греческий «Панатинаикос». 15 сентября дебютировал в чемпионате Греции в гостевом матче против ПАОК, выйдя на замену вместо Тете на 79-й минуте.

## Международная карьера
В 2022 году Унаи принял участие в Кубке Африки 2021 в Камеруне. В матче против сборной Ганы он дебютировал за сборную Марокко, а также Аззедин принял участие в поединках против команд Комор и Габона. 29 марта 2022 года забил свои первые голы за сборную в матче третьего раунда отборочного турнира к чемпионату мира 2022 года в ворота сборной ДР Конго, оформив дубль.
В 2024 году Унаи принял участие в Кубке Африки 2023 в Кот-д’Ивуаре.

## Статистика выступлений

### Международная
| Сборная          | Сезон            | Товарищеские | Товарищеские | Официальные | Официальные | Итого | Итого |
| Сборная          | Сезон            | Игры         | Голы         | Игры        | Голы        | Игры  | Голы  |
| ---------------- | ---------------- | ------------ | ------------ | ----------- | ----------- | ----- | ----- |
| Марокко          |                  |              |              |             |             |       |       |
| 2022             | 1                | 0            | 8            | 2           | 9           | 0     |       |
| Всего за карьеру | Всего за карьеру | 1            | 0            | 8           | 2           | 9     | 0     |

### Матчи за сборную
| № | Дата             | Оппонент | Счёт | Голы | Карточки | Минуты | Соревнование              |
| - | ---------------- | -------- | ---- | ---- | -------- | ------ | ------------------------- |
| 1 | 10 января 2022   | Гана     | 1:0  | —    | —        | 90'    | Финальные матчи КАН-2021  |
| 2 | 14 января 2022   | Коморы   | 1:0  | —    | —        | 1'     | Финальные матчи КАН-2021  |
| 3 | 18 января 2022   | Габон    | 2:2  | —    | —        | 89'    | Финальные матчи КАН-2021  |
| 4 | 29 марта 2022    | ДР Конго | 4:1  | 2    | —        | 90'    | Отборочные матчи ЧМ-2022  |
| 5 | 2 июня 2022      | США      | 0:3  | —    | —        | 80'    | Товарищеский матч         |
| 6 | 9 июня 2022      | ЮАР      | 2:1  | —    | —        | 30'    | Отборочные матчи КАН-2023 |
| 7 | 13 июня 2022     | Либерия  | 2:0  | —    | —        | 66'    | Отборочные матчи КАН-2023 |
| 8 | 23 сентября 2022 | Чили     | 2:0  | —    | —        | 67'    | Товарищеский матч         |
| 9 | 27 сентября 2022 | Парагвай | 0:0  | —    | —        | 64'    | Товарищеский матч         |

Итого: 9 матчей / 2 гола; 6 побед, 2 ничьи, 1 поражение.

## Достижения

### Награды
- Офицер Ордена Трона (2022)[14]